# Кулішеве
Кулішеве (до 1 квітня 2016 — Жовтне́ве) — село в Україні, у Петриківській селищній громаді Дніпровського району Дніпропетровської області. Населення за переписом 2001 року становить 73 особи. Орган місцевого самоврядування — Петриківська селищна рада.

## Історія
За радянських часів і до 2016 року село мало назву Жовтневе.

## Географія
Село Кулішеве знаходиться на відстані 3 км від смт Петриківка і села Мала Петриківка. По селу протікає висихний струмок з загатою.

## Населення

### Мова
Розподіл населення за рідною мовою за даними перепису 2001 року:
| Мова       | Кількість | Відсоток |
| ---------- | --------- | -------- |
| українська | 71        | 97.26%   |
| російська  | 1         | 1.37%    |
| вірменська | 1         | 1.37%    |
| Усього     | 73        | 100%     |

## Видатні люди
- Земляний Володимир Михайлович (1963, Кулішеве — 2020) — український поет, журналіст, публіцист, член НСПУ